# جثة

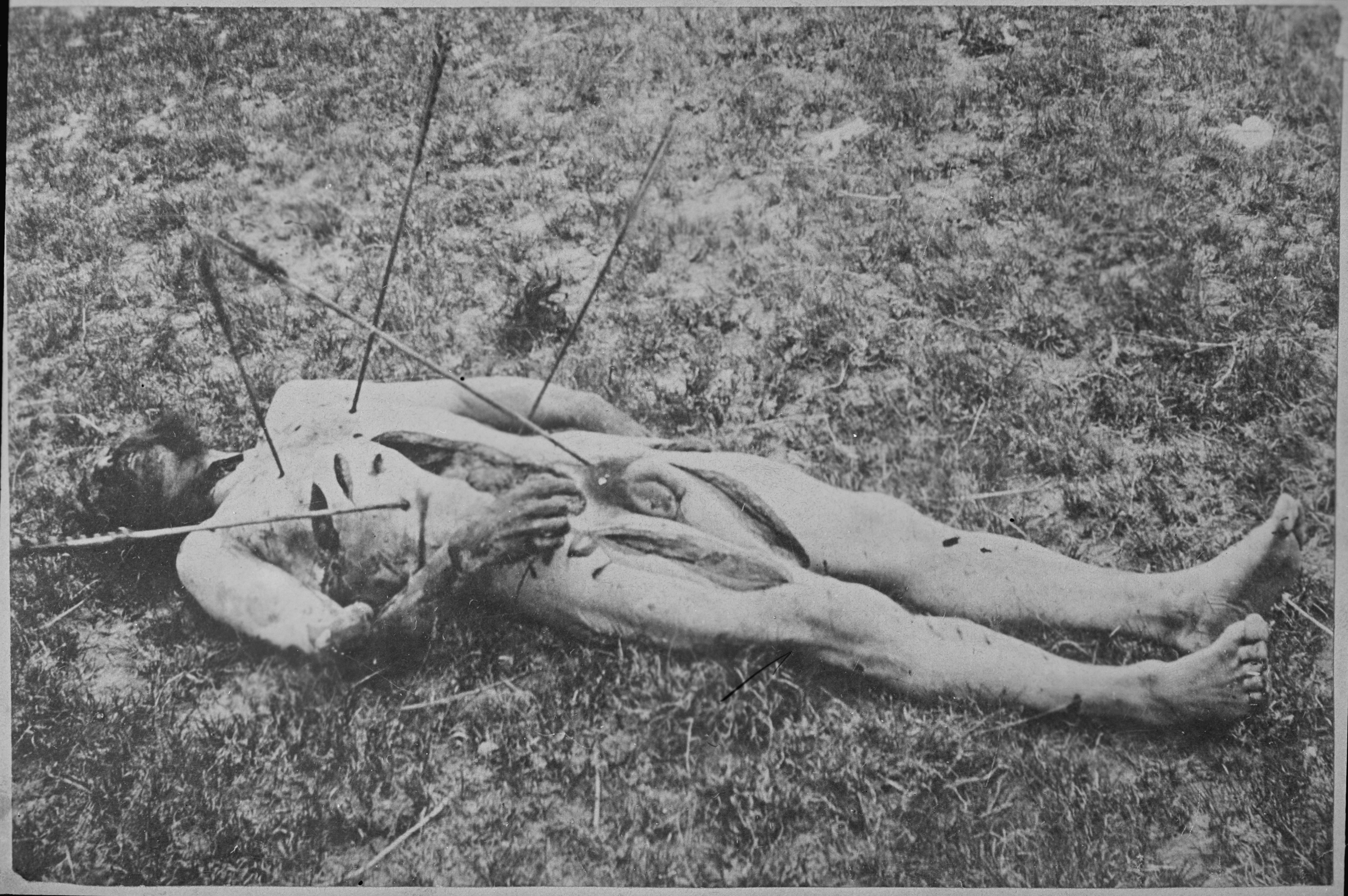
صورة لأحد الجثث

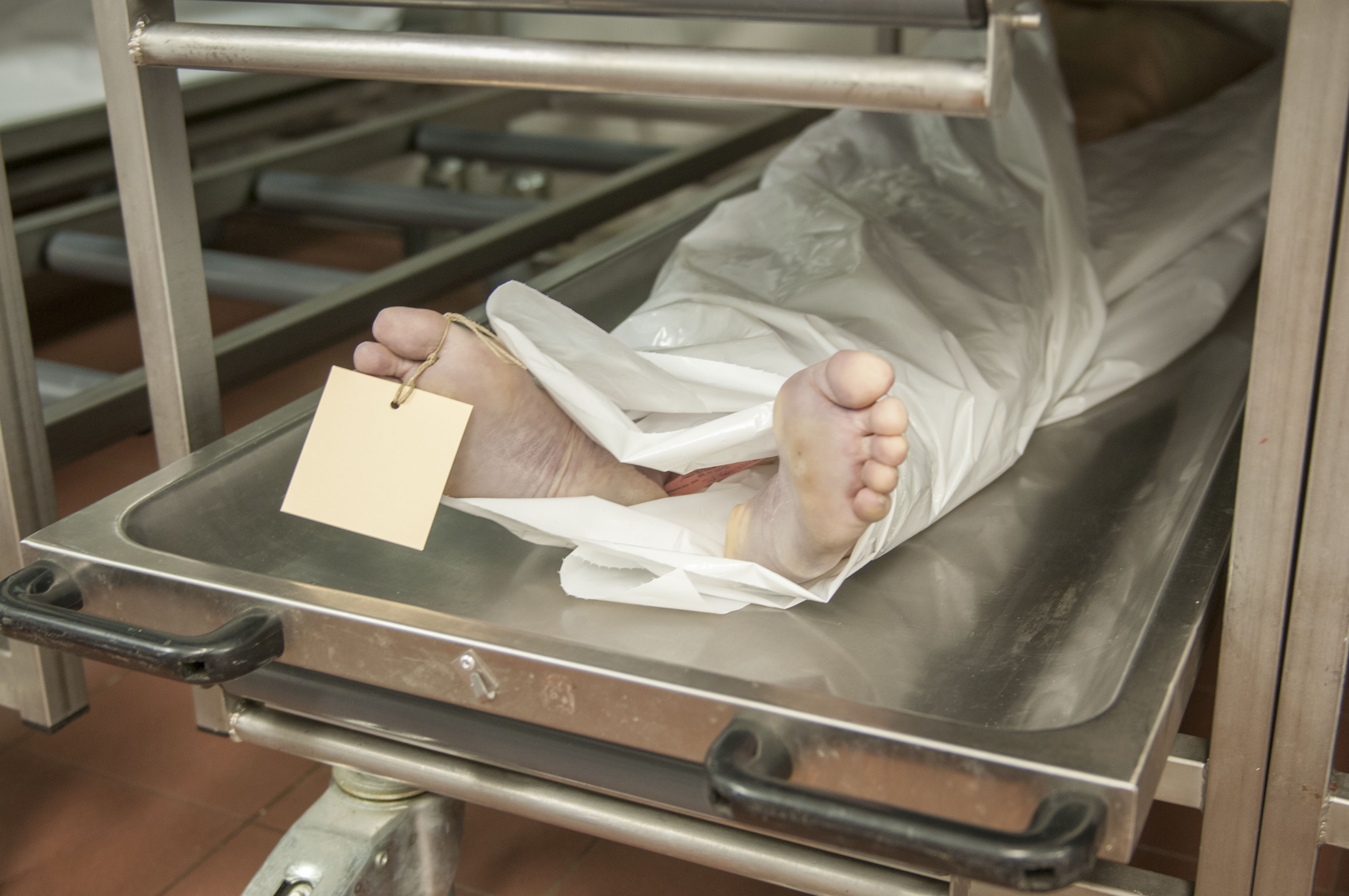
جثة شخص في ثلاجة المشرحة

الجثة أو الجُثمان هي جسم الإنسان الميت. ويستخدمه طلاب الطب والأطباء وغيرهم من العلماء لدراسة التشريح، وتحديد مواقع المرض وتحديد أسباب الوفاة، وتوفير الأعضاء التي يحتاجها الإنسان الحي. يدرس الطلاب في كلية الطب التشريح ويقومون بتشريح الجثث كجزء من تعليمهم. ومن بين الذين يدرسون الجثث أيضًا علماء الآثار والفنانين.

## تحلل الإنسان
ملاحظة المراحل المختلفة لتحلل الجثة قد تساعد في تحديد زمن الوفاة. تحلل الإنسان يمر بثلاث مراحل وهي:
1. المرحلة الأولى هي الانحلال الذاتي أو الهضم الذاتي، حيث يتم تدمير خلايا الجسم من خلال عمل إنزيم الهاضمة الخاصة بها. وكنتيجة للتحلل الذاتي، يتكون سائل بين طبقات الجلد مما يجعله يتقشر بسهولة. خلال هذه المرحلة، يبدأ الذباب في وضع بيضه في فتحات الجسم: العينين والأنف والفم والأذن والجروح المفتوحة وغيرها. وبعد فقس البيض تخرج اليرقات تحت الجلد وتبدأ في أكل الجسم الميت.
2. المرحلة الثانية هي الانتفاخ، حيث تبدأ بكتريا الأمعاء في تحطيم أنسجة الجسم، وإنتاج الغازات التي تتجمع في الأمعاء. يحدث الانتفاخ عادة في البطن وأحيانا في الفم والأعضاء التناسلية ونادرا في اللسان، ويكون عادة في الأسبوع الثاني من تحلل الجثة. يستمر انتفاخ الجثة وتجمع الغازات فيها حتى يتحلل الجسم بالقدر الكافي لخروج الغازات.
3. المرحلة الثالثة والأخيرة هي التعفن وهي أطول مرحلة. الجهاز الهضمي والمخ والرئتين هم أول الأعضاء المتحللة. وفي الظروف العادية، يصعب التعرف على أعضاء الجسم بعد ثلاثة أسابيع نتيجة لتحللها الكامل. تؤكل العضلات بواسطة البكتريا أو تلتهمها الحيوانات آكلة اللحوم. بعد عدة سنوات، لا يتبقى من الجثة إلا الرفات وتعني الهيكل العظمي.

مع العلم أن عملية التحلل بالنسبة للمدة كمثال فهي تختلف من شخص مسن بأمراض مزمنة فسرعان ما تتآكل جثته وشاب صريعا بحادث ستكون أطول وحسب نوع التربة أيضا.